# Jean Joseph Ange d'Hautpoul
Pour les articles homonymes, voir Hautpoul.
Jean Joseph Ange d'Hautpoul, né le 13 mai 1754 à Cahuzac-sur-Vère, dans l'actuel département du Tarn, et mort le 14 février 1807 des suites d'une blessure reçue à la bataille d'Eylau, est un général français de la Révolution et de l'Empire.
Issu d'une vieille famille de la noblesse languedocienne, il s'engage dans l'armée royale et commande un régiment de cavalerie sous la Révolution française. La popularité dont il bénéficie auprès de ses hommes lui permet de conserver son poste, en dépit de son sang noble qui le rend suspect aux yeux des autorités révolutionnaires. Homme de haute stature à la voix de stentor, il fait preuve au combat d'un grand courage physique. Son action controversée à la bataille de Stockach en 1799 lui vaut d'être traduit en cour martiale, mais il est finalement acquitté ; il participe ensuite à plusieurs affrontements en Suisse et en Allemagne, notamment aux batailles de Biberach et de Hohenlinden.
Sous le Premier Empire, d'Hautpoul prend le commandement d'une division de cuirassiers appartenant à la réserve de cavalerie du maréchal Murat. Après s'être distingué à Austerlitz et lors de la campagne de Prusse, il enfonce les Russes avec ses cuirassiers à Hoff le 6 février 1807. Deux jours plus tard, il prend part à la gigantesque charge de cavalerie de Murat lors de la bataille d'Eylau, au cours de laquelle il est mortellement blessé par un biscaïen.

## Biographie

### Jeunesse
Jean Joseph Ange d'Hautpoul naît le 13 mai 1754 au château de Salettes à Cahuzac-sur-Vère, dans le Languedoc. Il est le fils de Joseph d'Hautpoul et d'Antoinette de Verdun. Selon son biographe Charles Thoumas, « sa famille, une des plus anciennes du Midi, était déjà illustre à l'époque de la première croisade ». Le jeune homme effectue sa scolarité au collège d'Albi. En 1769, à 15 ans, il entre comme volontaire dans la légion corse.
Il passe le 15 septembre 1771 dans les dragons de la légion de Dauphiné, où il gagne successivement ses galons de brigadier en 1774 et de maréchal des logis en 1776. Le 29 décembre de l'année suivante, il est transféré au régiment de Languedoc-dragons en qualité de sous-lieutenant ; il bénéficie également du statut de cadet gentilhomme à compter de son entrée au corps. Sa carrière se poursuit dans les années suivantes puisqu'il est promu sous-lieutenant en pied le 8 juin 1782 et lieutenant le 23 avril 1783.

### Sous la Révolution française
Durant les premières années de la Révolution française, d'Hautpoul continue de servir au 6e régiment de chasseurs à cheval (ex-régiment du Languedoc) : rétrogradé sous-lieutenant en 1791, il est à nouveau promu lieutenant le 17 mai 1791 puis capitaine le 10 mars 1792. Le 15 août suivant, il est fait lieutenant-colonel de son régiment,.
Il se fait remarquer à la libération de Maubeuge le 15 octobre 1793. Exclu comme noble à Cambrai par les représentants du peuple en février 1794, ses soldats exigent et obtiennent son maintien au corps au cri de « pas de d'Hautpoul, pas de 6e chasseurs »,. Le 21 mars 1794 il est nommé chef de brigade. Quelques jours plus tard, le 3 avril, il est fait général de brigade à titre provisoire à l'armée du Nord. Il commande alors l'avant-garde de la cavalerie légère à l'armée des Ardennes sous le général Desjardin le 17 mai puis l'avant-garde sous Marceau le 27 de ce mois. Il passe à la division Dubois le 6 juin et combat le 26 à la bataille de Fleurus.

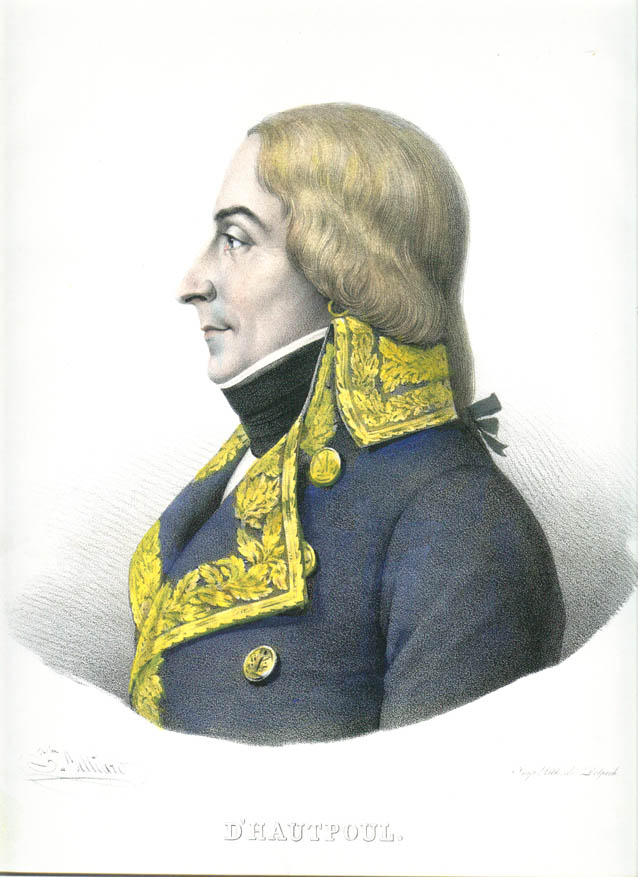
Portrait de Jean d'Hautpoul en uniforme de général de la Révolution.

Employé à l'armée de Sambre-et-Meuse le 2 juillet 1794, il quitte la division Dubois le 21 juillet pour celle du général Lefebvre. Ce dernier écrit à propos de d'Hautpoul : « ancien officier de cavalerie, fort actif, brave, intelligent, connaissant parfaitement les fonctions affectées à son grade et les remplissant de même ». Au cours d'un engagement à Juliers le 29 octobre, il est vainqueur avec deux escadrons de quatre escadrons adverses. Il est confirmé dans son grade de général de brigade par le Comité de salut public le 13 juin 1795 et se signale au combat de Blankenberge le 13 septembre de la même année.
Le 1er juin 1796, il dégage les généraux Kléber et Lefebvre pris en embuscade par des hussards autrichiens ; le 3, il chasse de son bivouac sur la Sieg un corps de troupe des Impériaux, avant de s'illustrer le 4 à la bataille d'Altenkirchen où ses hommes capturent en entier un régiment d'infanterie autrichien, 11 canons et 400 chevaux. Au cours de cet affrontement, d'Hautpoul est blessé d'une balle à l'épaule gauche. Il est alors remplacé par Richepance auquel il succède à son tour lorsque ce dernier est blessé le 6 août. Le 10 octobre suivant, d'Hautpoul est élevé au grade de général de division.
Il commande en chef la cavalerie lourde sous Grenier à l'armée de Sambre-et-Meuse le 23 janvier 1797 et sert au passage du Rhin à Neuwied le 18 avril, ce qui lui vaut d'être complimenté par le général Hoche. Selon Georges Six, il est ensuite désigné pour l'armée d'Angleterre le 12 janvier 1798, mais Charles Thoumas ne fait pas mention de cet épisode et affirme qu'il « fut nommé inspecteur général des troupes de cavalerie sur les deux rives du Rhin ». Il commande la 7e division de cavalerie à l'armée de Mayence le 29 juillet 1798 puis à l'armée du Danube le 6 mars 1799.
Il sert à Ostrach le 21 mars où sa cavalerie, positionnée à hauteur de Pfullendorf, couvre la retraite des troupes de Lefebvre. Quatre jours plus tard, au cours de la bataille de Stockach, d'Hautpoul commande la cavalerie de réserve forte de deux régiments de carabiniers et de deux régiments de grosse cavalerie. Alors que les assauts et les contre-attaques se succèdent de part et d'autre, le général en chef Jourdan, qui est parvenu à rétablir son dispositif un moment compromis par une manœuvre de l'archiduc Charles, ordonne à d'Hautpoul de charger sans plus attendre les forces autrichiennes. Ce dernier, pour des motifs peu clairs, tarde cependant à exécuter le mouvement demandé. Charles Thoumas écrit : 

« C'était le moment de faire donner sur les douze escadrons de cuirassiers autrichiens la grosse cavalerie de d'Hautpoul […] ; il [le colonel Danglars, commandant les carabiniers] fit demander, paraît-il, au général d'Hautpoul la permission de charger ; d'Hautpoul, inférieur à lui-même dans cette circonstance, hésita et donna trop tard la permission demandée. On prétend même qu'il ne se trouvait pas à son poste et que le colonel Danglars chargea tardivement sur l'ordre réitéré à deux reprises par le général en chef. Or, pour une charge, agir trop tard, c'est presque toujours mal agir. »

De fait, la charge du 1er carabiniers, gêné dans son déploiement par l'attaque d'un escadron de dragons français, n'aborde pas la cavalerie autrichienne avec toute la vigueur voulue et est repoussée, de même que le 2e carabiniers conduit par d'Hautpoul en personne qui, après un semblant de succès contre un détachement d'infanterie ennemi, doit se replier sur ses positions de départ. Battu, Jourdan rejette la responsabilité de la défaite sur d'Hautpoul, ce qui entraîne pour ce dernier de graves conséquences : il est en effet suspendu de ses fonctions par le Directoire le 28 avril pour désobéissance et enfermé à Strasbourg en attendant d'être traduit en cour martiale. Toutefois, en partie du fait de la poursuite des opérations militaires, le procès ne peut avoir lieu et les accusations portées contre d'Hautpoul sont annulées par décret du 7 juillet 1799 ; le 24 de ce mois, le général est réhabilité dans son grade et affecté à l'armée du Rhin.
Au sein de cette formation, il commande la réserve de cavalerie (c'est-à-dire les deux régiments de carabiniers et six régiments de grosse cavalerie) sous Ney le 25 septembre 1799, sous Lecourbe en novembre puis sous Baraguey d'Hilliers en janvier 1800,. Dans l'intervalle, il participe à plusieurs affrontements dans le secteur de Mannheim et de Philippsburg. La même année, sous les ordres du général Moreau, il commande la division de cavalerie de réserve composée des deux régiments de carabiniers, de trois régiments de grosse cavalerie et du 9e régiment de hussards. D'Hautpoul et ses cavaliers se distinguent dès l'ouverture des hostilités contre le Saint-Empire à Engen le 3 mai 1800, à Moesskirch les 4 et 5 et Biberach le 9. Le 19 juin a lieu la bataille d'Höchstädt durant laquelle les deux cavaleries, française et autrichienne, se livrent un combat acharné : la grosse cavalerie de d'Hautpoul (1er et 2e carabiniers, 6e, 8e et 9e de cavalerie), malgré deux charges vigoureuses, est contre-chargée à chaque fois par les escadrons adverses, mais l'intervention du 9e hussards jette le trouble chez les Impériaux et emporte la décision. Le général s'illustre enfin à Hohenlinden le 3 décembre.

### Général du Premier Empire

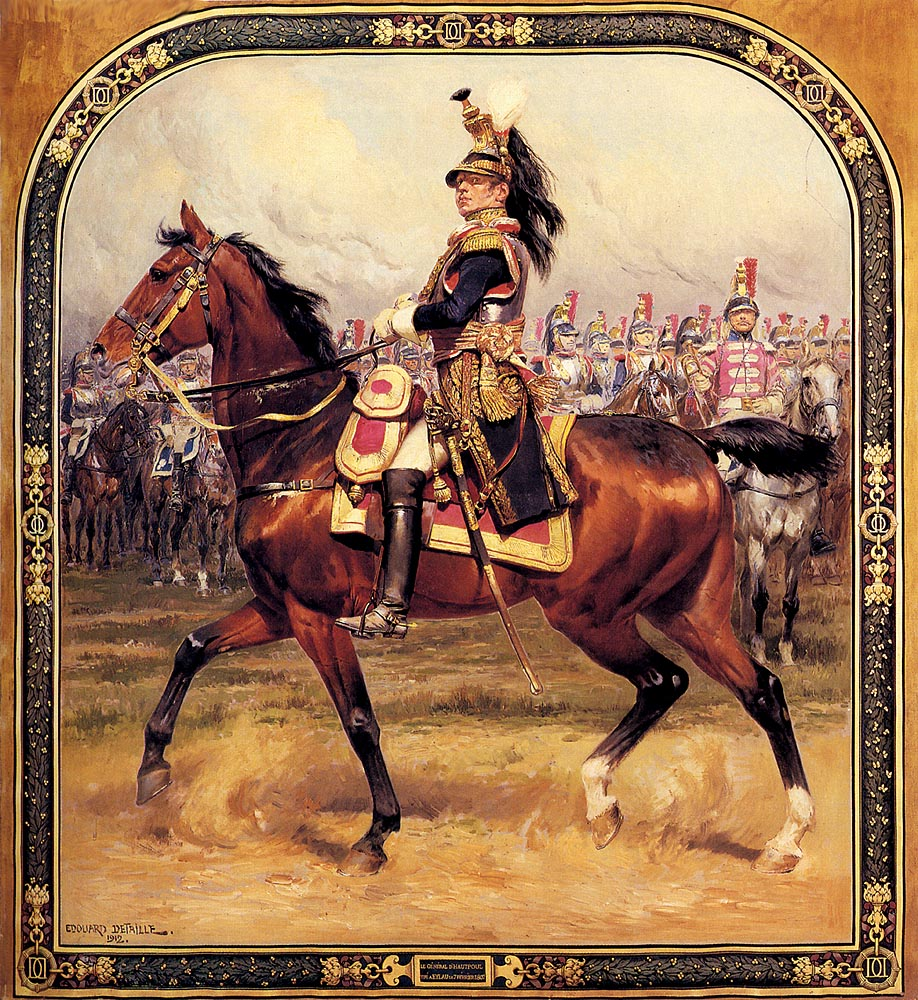
Édouard Detaille, Le général d'Hautpoul à cheval, 1912.

Il est nommé inspecteur général de la cavalerie par le Premier Consul le 24 juillet 1801 : dans le cadre de ses fonctions, il est chargé de convertir les 9e, 10e, 11e et 12e régiments de cavalerie en unités de cuirassiers. Il fait ensuite partie du camp de Compiègne le 30 août 1803 avant de commander la cavalerie au camp de Saint-Omer le 17 novembre de la même année.
Le 24 août 1805, il commande la 2e division de cuirassiers à la réserve de cavalerie de la Grande Armée sous Murat. Au moment de passer le Rhin, sa division se compose des brigades Saint-Sulpice (1er et 5e cuirassiers) et Fontaine (10e et 11e cuirassiers), soit 12 escadrons totalisant 1 713 cavaliers. À la bataille d'Austerlitz le 2 décembre 1805, d'Hautpoul enfonce le centre russe par une charge de cavalerie sur le plateau de Pratzen.
Napoléon Ier le fait le grand aigle de la Légion d'honneur et le nomme sénateur avec une pension annuelle de 20 000 francs le 19 mars 1806. Ayant brièvement quitté sa division de cuirassiers en août — son rôle de parlementaire étant incompatible avec l'exercice d'un commandement au sein de l'armée d'active —, le général d'Hautpoul est réintégré à son poste dès le mois de septembre avec le déclenchement de la guerre contre la Prusse. Il sert à Iéna le 14 octobre 1806 et à la prise de Lübeck le 6 novembre. Il est employé avec sa division au 2e corps de cavalerie de Bessières le 13 décembre 1806, puis sous Murat de nouveau le 12 janvier 1807. À la bataille d'Eylau, après avoir exécuté deux charges à la tête de sa division de cuirassiers, il est blessé lors d'une troisième, atteint d'un biscaïen. Refusant d'être amputé d'une jambe, contre l'avis du chirurgien Larrey, il meurt cinq jours après le 14 février 1807 de septicémie.
Jean Joseph Ange d'Hautpoul est dans un premier temps inhumé à Worienen, près d'Eylau,,. En 1840, son fils Alphonse Napoléon d'Hautpoul ramène ses restes dans le caveau familial du cimetière parisien du Père-Lachaise (43e division), tandis que le cœur du général est déposé dans la crypte des gouverneurs aux Invalides.

### Postérité
Napoléon ayant ordonné qu'une partie des canons pris à Eylau soit employée à la fonte d'une statue représentant le général d'Hautpoul, revêtu de l'uniforme des cuirassiers, celle-ci est érigée à Gaillac le 29 juin 1851, avec le bronze de 24 canons, mais est renversée le 22 mai 1942 sur ordre du régime de Vichy puis fondue pour soutenir l'effort de guerre nazi. Le nom d'Hautpoul est gravé sur l'arc de triomphe de l'Étoile.
Sa veuve, Alexandrine Suzanne Daumy († 1862) — dont il a eu Alphonse Napoléon (1806-1889), baron d'Hautpoul et de l'Empire (6 octobre 1810), saint-cyrien (7e promotion : 1824-1826), maire de Trouville (1845) — se remarie le 16 octobre 1809 à Paris VIIIe, avec Louis, comte Leclerc des Essarts (1770-1820), général d'Empire.

## Décoration et titres
- Sénateur en mai 1806.

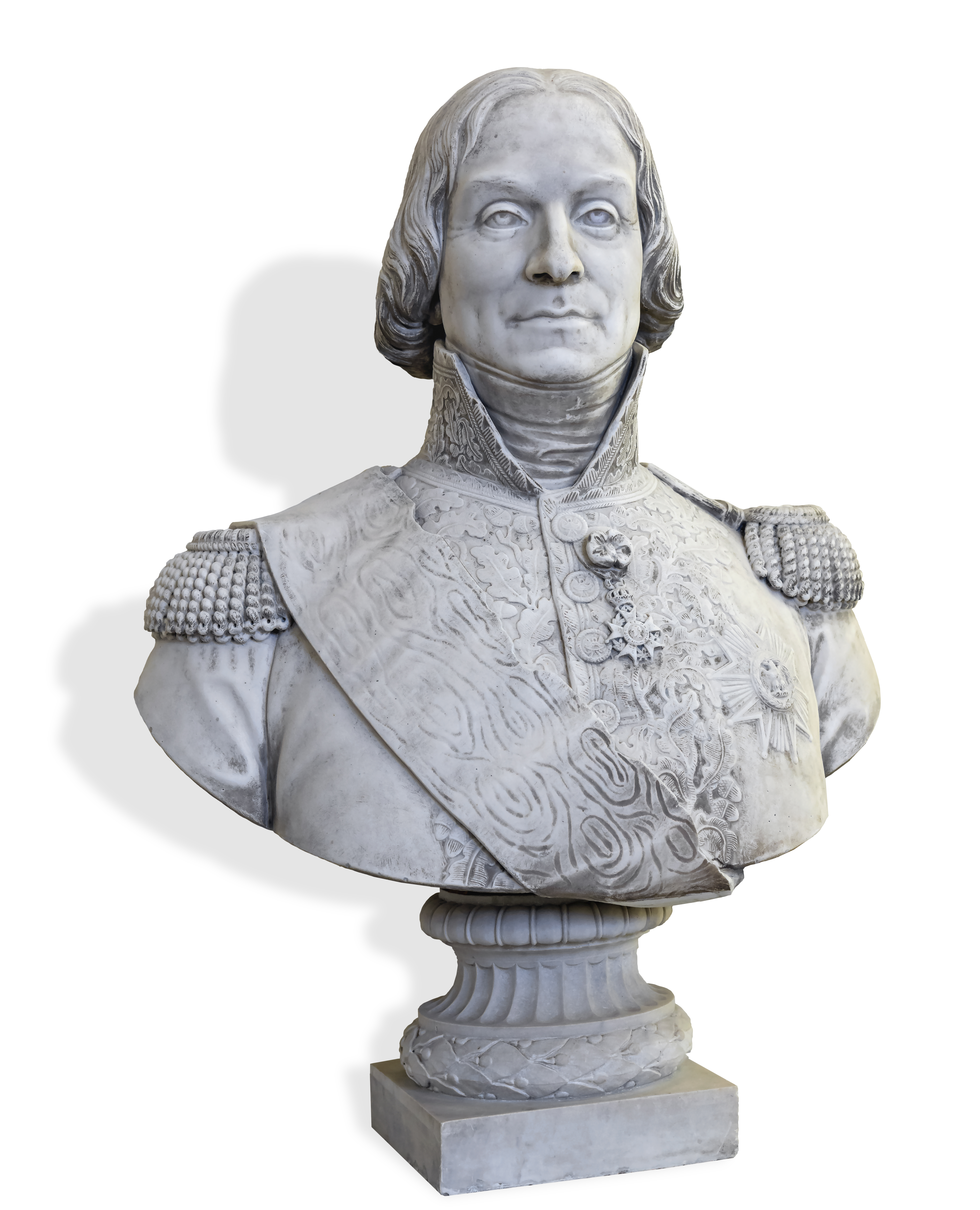
Le général d'Hautpoul (musée des Beaux-Arts de Gaillac).

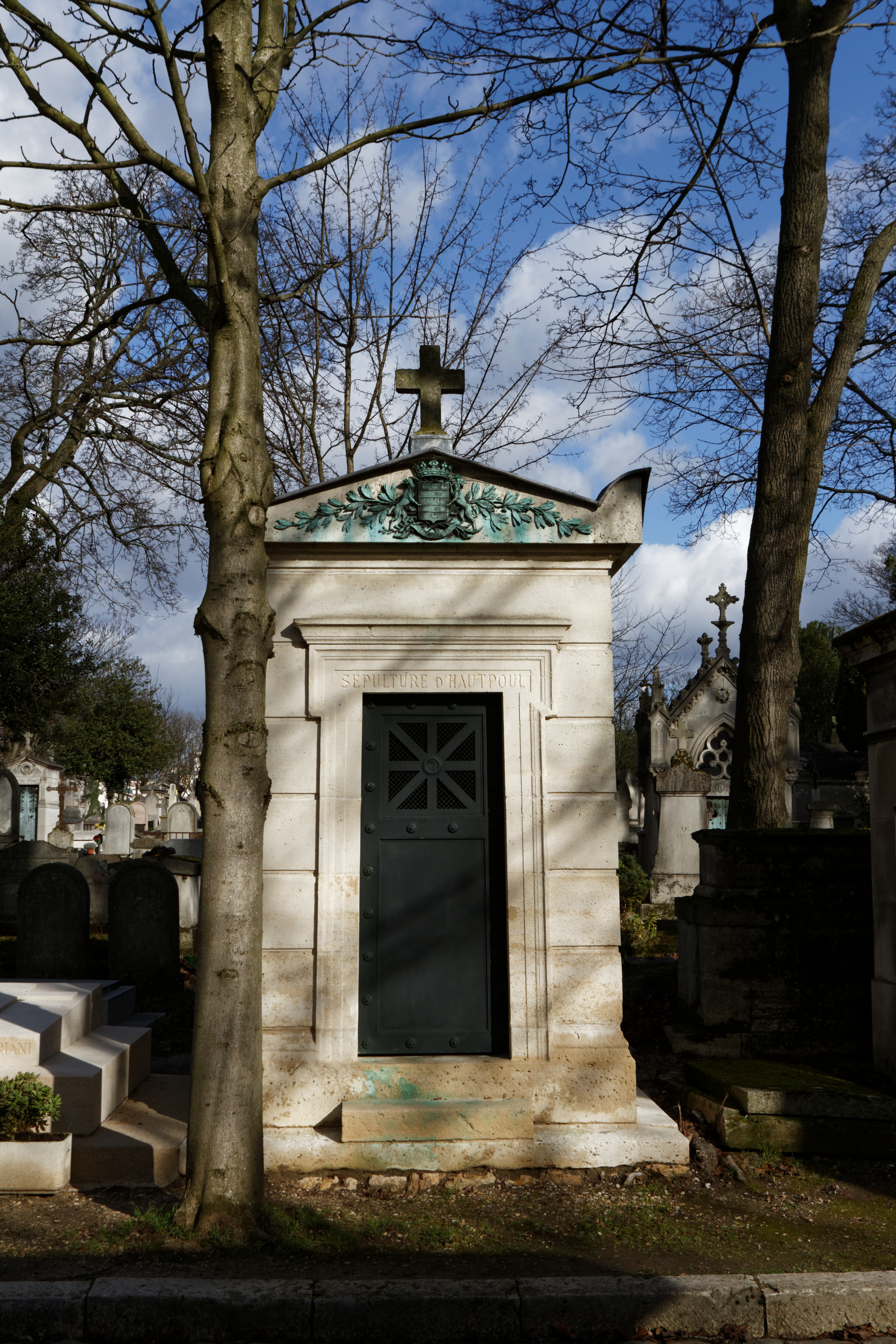
Tombe de Jean Joseph Ange d'Hautpoul.

- Grand aigle de la Légion d'honneur (aujourd'hui « Grand-croix » ) à partir du 8 février 1806[25].

## Héraldique
« D'or à deux fasces de gueules accompagnées de six coqs de sable crêtés, becqués et barbés de gueules, posés 3, 2 et 1 ».

Le blason de la famille d'Hautpoul

## Hommages
- Le général d'Hautpoul a donné son nom à une rue du 19e arrondissement de Paris, près du parc des Buttes-Chaumont, à une rue d'Albi et de Saint-Papoul, à une place de Gaillac, ainsi qu'à un navire de guerre. La place de la mairie de Cahuzac-sur-Vère (81140), village où il est né, porte son nom.
- Son nom est gravé sur la 16e colonne de l'Arc de Triomphe de l'étoile (pilier est)[27].
- Son cœur est conservé dans la crypte des Gouverneurs en la cathédrale Saint-Louis des Invalides.
- Un des salons de l'hôtel-restaurant du château de Salettes porte son nom[28].
- Le Dégourdy's Club a pris pour idole le général d'Hautpoul, lui qui est « le plus fondu des Gaillacois », sa statue ayant été fondue par les Allemands le 22 mai 1942 pour en récupérer le bronze.

## Famille
- Joseph d'Hautpoul[29], (né après 1700- ), seigneur de Salettes, marié en premières noces avec Françoise de Fay,
  - Jean Pierre Joseph d'Hautpoul, marié en 1778 avec Marguerite de Pause de Montdésir
    - Suzanne d'Hautpoul (1783- )
    - Félicité d'Hautpoul (1785- )
    - Joséphine d'Hautpoul (1786- )
    - Louis Gabriel Félix Marie Marigny d'Hautpoul (1787-1849) marié en 1817 avec Émilie Savy-Gardeil
- Joseph d'Hautpoul (né après 1700- ) marié en secondes noces avec Antoinette de Verdun,
  - Jean Joseph Ange d'Hautpoul (1754-1807), comte d'Hautpoul, marié en premières noces avec Julie Tavernier de Boullongne de Preninville (1778- ), marié en secondes noces, en 1802, avec Alexandrine Suzanne Daumy (†1862)
    - Alphonse Napoléon d'Hautpoul (1806-1889), comte d'Hautpoul, marié en 1832 avec Caroline Joséphine Berthier de Wagram (1812-1905), fille du maréchal Berthier, prince de Wagram
      - Oscar d'Hautpoul (1837-1886)
      - Ferdinand d'Hautpoul (1841-1901)
- Joseph d'Hautpoul (né après 1700- ) marié en troisièmes noces, en 1762, avec Louise de Pins,
  - Paul Louis Joseph d'Hautpoul (†1849), évêque de Cahors entre 1828 et 1842.